# 古夏
51°16′44″N 23°45′6″E / 51.27889°N 23.75167°E
古夏（烏克蘭語：Гуща），是烏克蘭的村落，位於該國西部沃倫州，由科韋利區負責管轄，始建於1510年，面積2.16平方公里，海拔高度168米，2001年人口945，人口密度每平方公里437.5人。